# Diplomacy
Diplomacy är ett sällskapsspel skapat av Allan Calhamer 1958, som även har publicerats av Avalon Hill i ett antal utgåvor. Det svenska företaget Paradox Interactive har släppt en datorversion av spelet.

 Spelet spelas av två till sju spelare som representerar varsin stormakt i första världskrigets Europa: Österrike-Ungern, England, Frankrike, Tyskland, Italien, Ryssland och Turkiet. Spelarna flyttar flottor och arméer för att ta över industriella centra. En viktig del av spelet är att upprätta allianser med de andra spelarna, då en enskild spelare sällan kan vinna över en annan utan ett stort övertag. Vinnaren är den som först kontrollerar en majoritet av kartans industriella centra och därmet uppnår världsherravälde.
Den större delen av spelandet sker inte vid spelbrädet utan i enskilda överläggningar. När överläggningen är slut skriver alla spelare ned sina drag för rundan på en bit papper, utan att veta vilka drag de andra spelarna gjorde. Resultatet avgörs sedan samtidigt. Spelet saknar slumpartade element som tärningar.
En känd diplomacyspelare var John F. Kennedy.

## Internationella turneringar
Det anordnas flera olika tävlingar i Diplomacy internationellt, såväl för singelspelare som i lag. Bland svenska insatser märks särskilt en VM-titel (Christian Dreyer, 1999), tre andraplaceringar (Leif Bergman 1996, 1999 och Roger Edblom 1997) och en tredjeplacering (Björn von Knorring 1996). År 2000 kunde dessutom Leif Bergman titulera sig europeisk mästare. I juli 2017 fanns elva svenskar bland de 100 högst rankade i världen.